# Seeteufel (Familie)
Die Seeteufel (Lophiidae) sind eine Familie bodenbewohnender Raubfische aus der Ordnung der Armflosser (Lophiiformes). Sie leben im Atlantik, im Mittelmeer, im Arktischen Ozean, im Pazifik und im Indischen Ozean.

## Merkmale

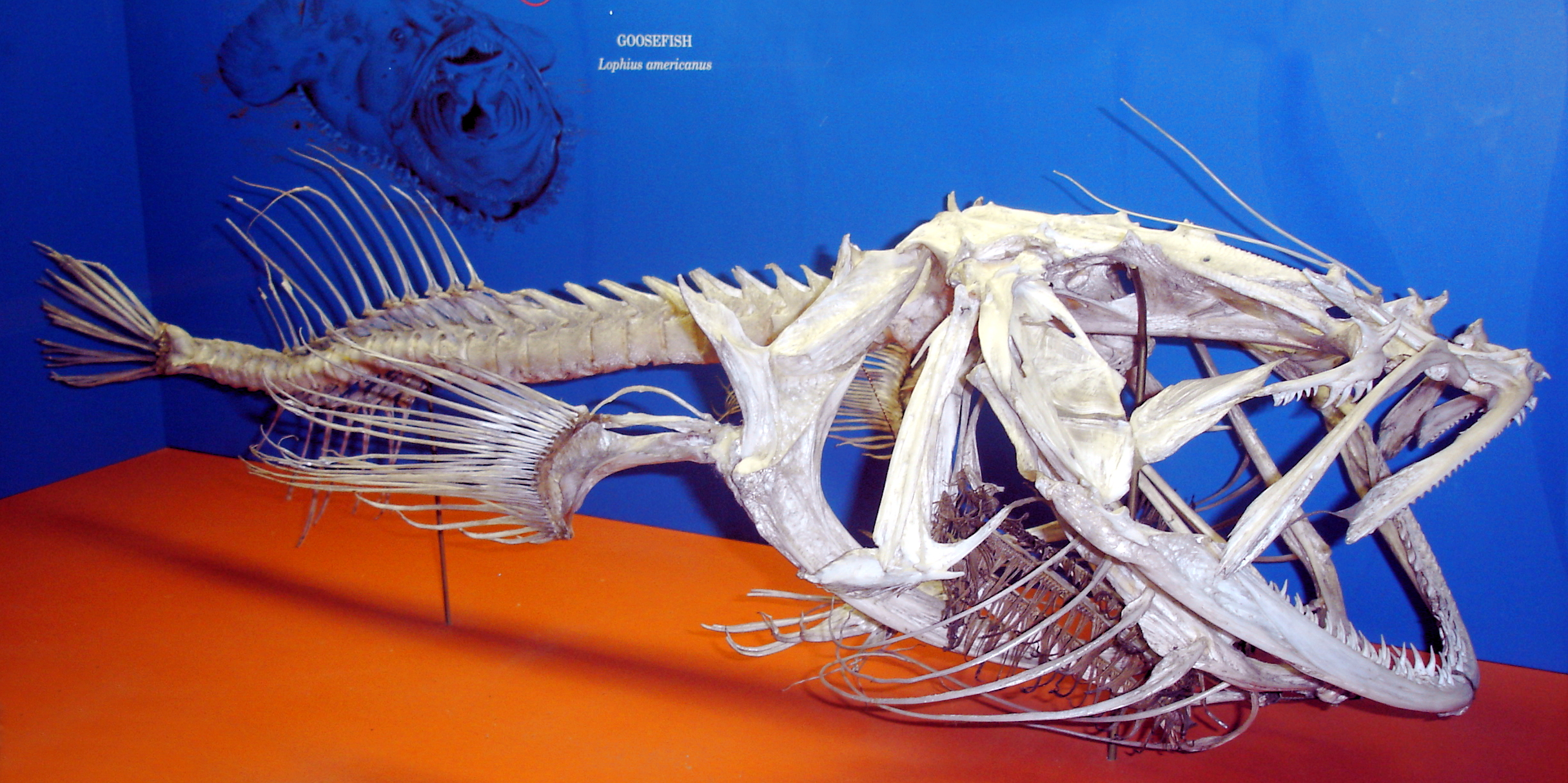
Skelett von Lophius americanus, im Smithsonian Museum of Natural History

Seeteufel haben einen extrem großen, breiten und abgeflachten Kopf mit einem riesigen, mit kräftigen Zähnen besetzten Maul. Der Unterkiefer und die Kopf- und Körperseiten sind mit Hautanhängseln gesäumt. Der erste Strahl der Rückenflosse sitzt direkt über dem Maul und ist zu einer Angel (Illicium) mit Scheinköder (Esca) umgestaltet. Die Brustflossen haben 13 bis 28 Flossenstrahlen. Die zweite Rückenflosse hat 8 bis 12 Weichstrahlen, die Afterflosse 6 bis 10. Die Kiemenöffnung ist ein rundes Loch, das sich knapp hinter dem Brustflossenansatz befindet. Seeteufel haben 18 bis 19 Wirbel, die Gattung Lophius allerdings 26 bis 31. Die verschiedenen Arten werden 7,5 Zentimeter bis 1,20 Meter lang. Am größten wird die europäische Art Lophius piscatorius mit Längen bis zu 1,80 Metern. Die Oberseite der Seeteufel ist von dunkler Farbe, die Unterseite weiß.

## Ernährung
Seeteufel sind träge Lauerjäger, die auf Sand- oder Schlickböden ruhend auf Beute warten. Bei Annäherung eines potentiellen Opfers wird die Angel (Illicium) mit Köderattrappe (Esca) bewegt. Beutetiere werden durch plötzliches Aufreißen des Mauls mit dem Wasserstrom eingesaugt. Große Arten bewältigen auch größere, wehrhafte Beute, wie Aale, Knurrhähne, Rochen und sogar tauchende Seevögel.

## Systematik
Es gibt 28 Arten in vier Gattungen:
- Lophiodes
  - Lophiodes beroe Caruso, 1981.
  - Lophiodes bruchius Caruso, 1981.
  - Lophiodes caulinaris (Garman, 1899).
  - Lophiodes fimbriatus Saruwatari & Mochizuki, 1985.

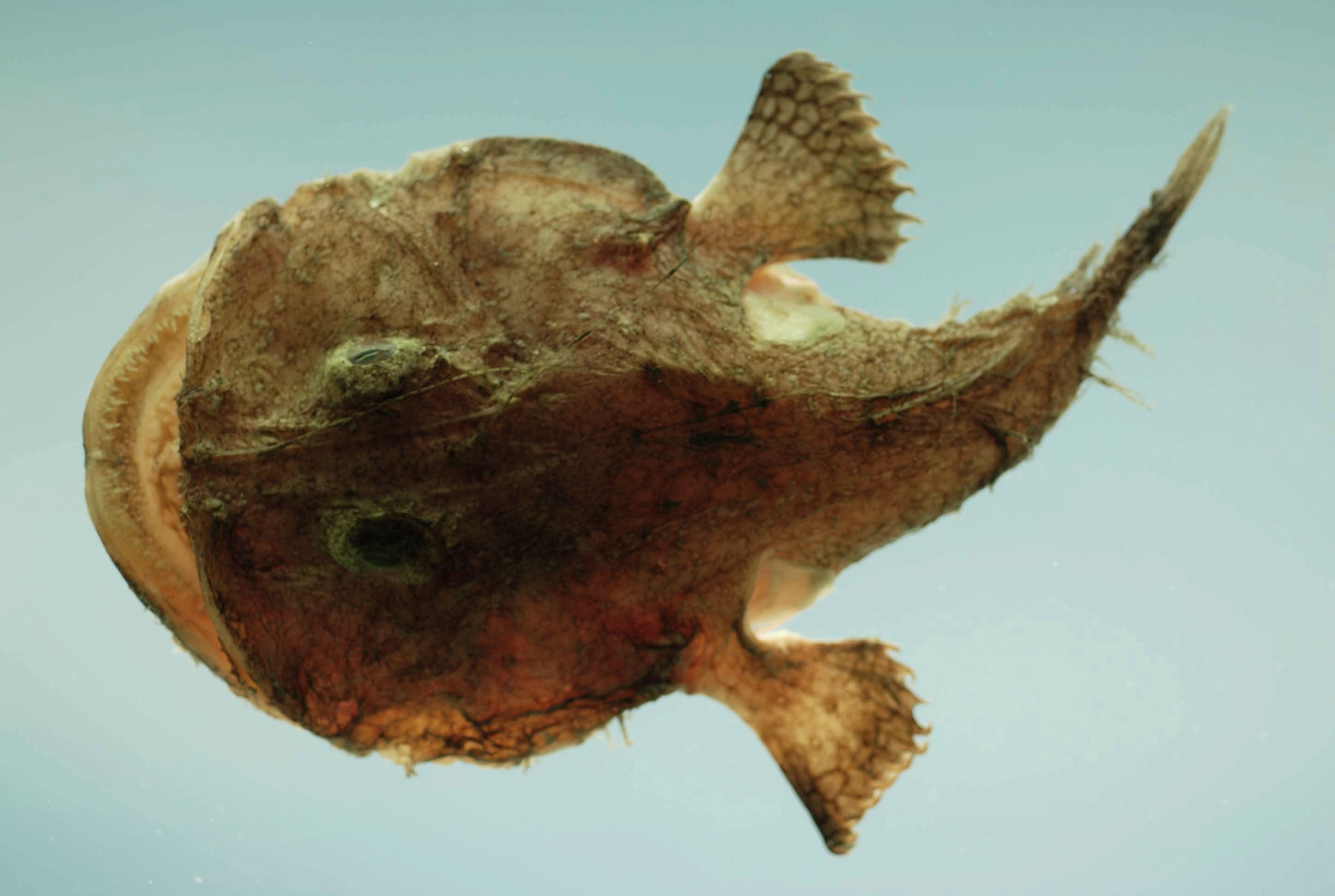
Lophiodes reticulatus

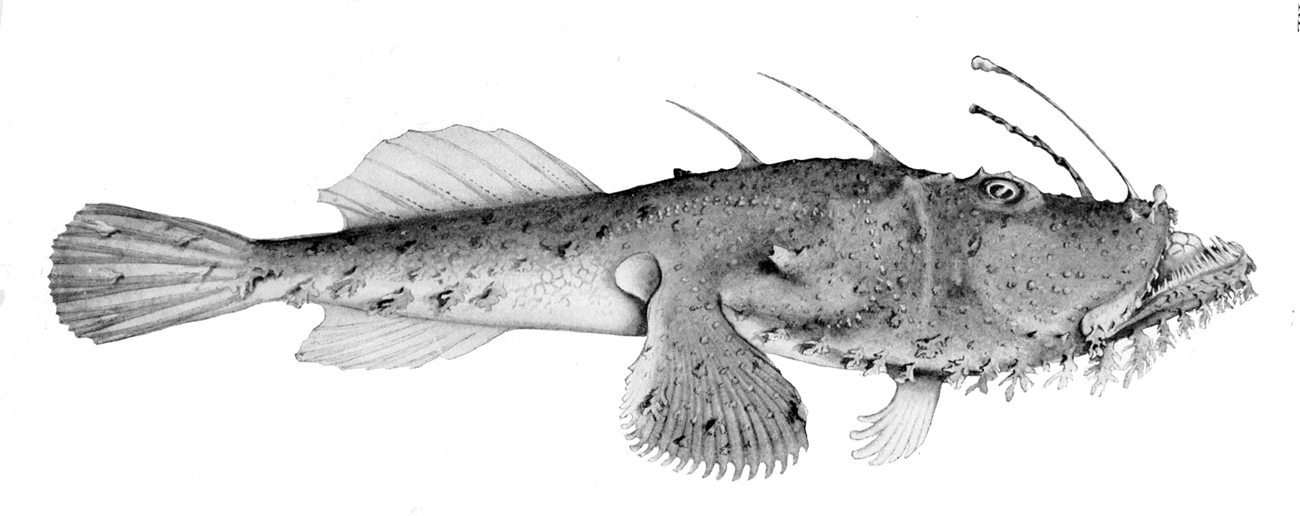
Lophiomus setigerus

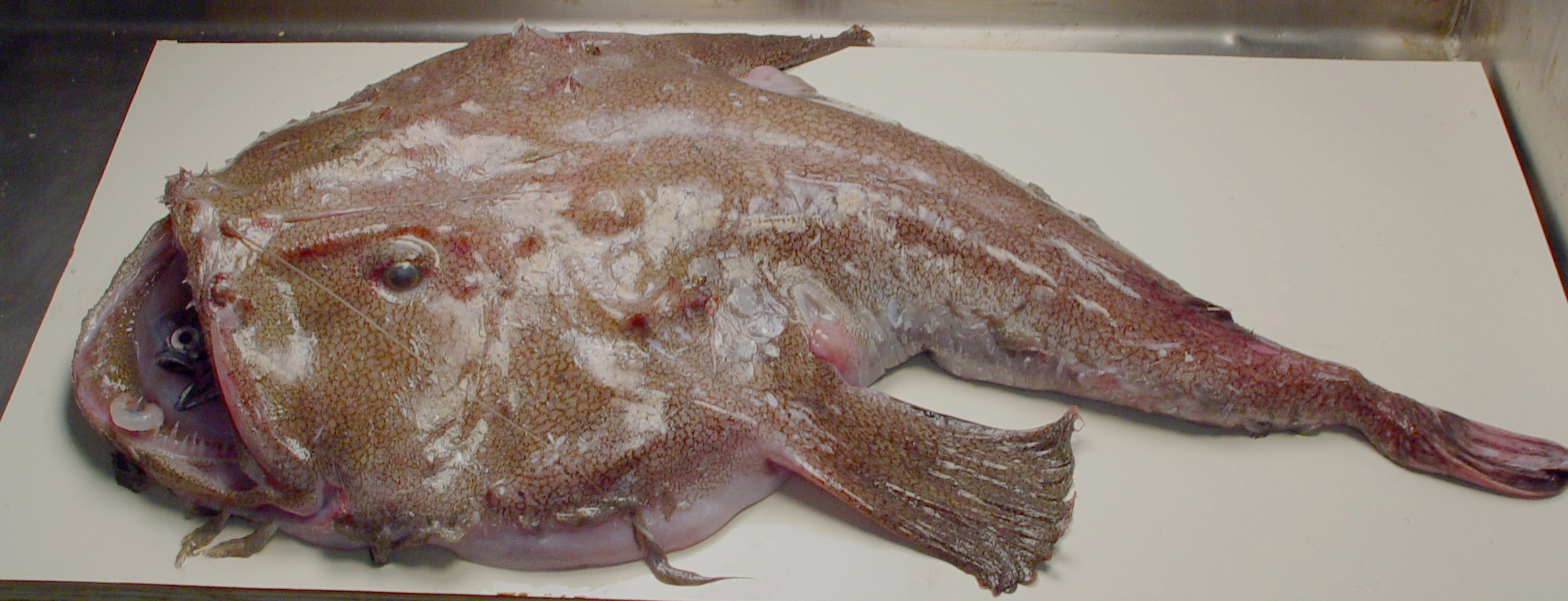
Lophius gastrophysus

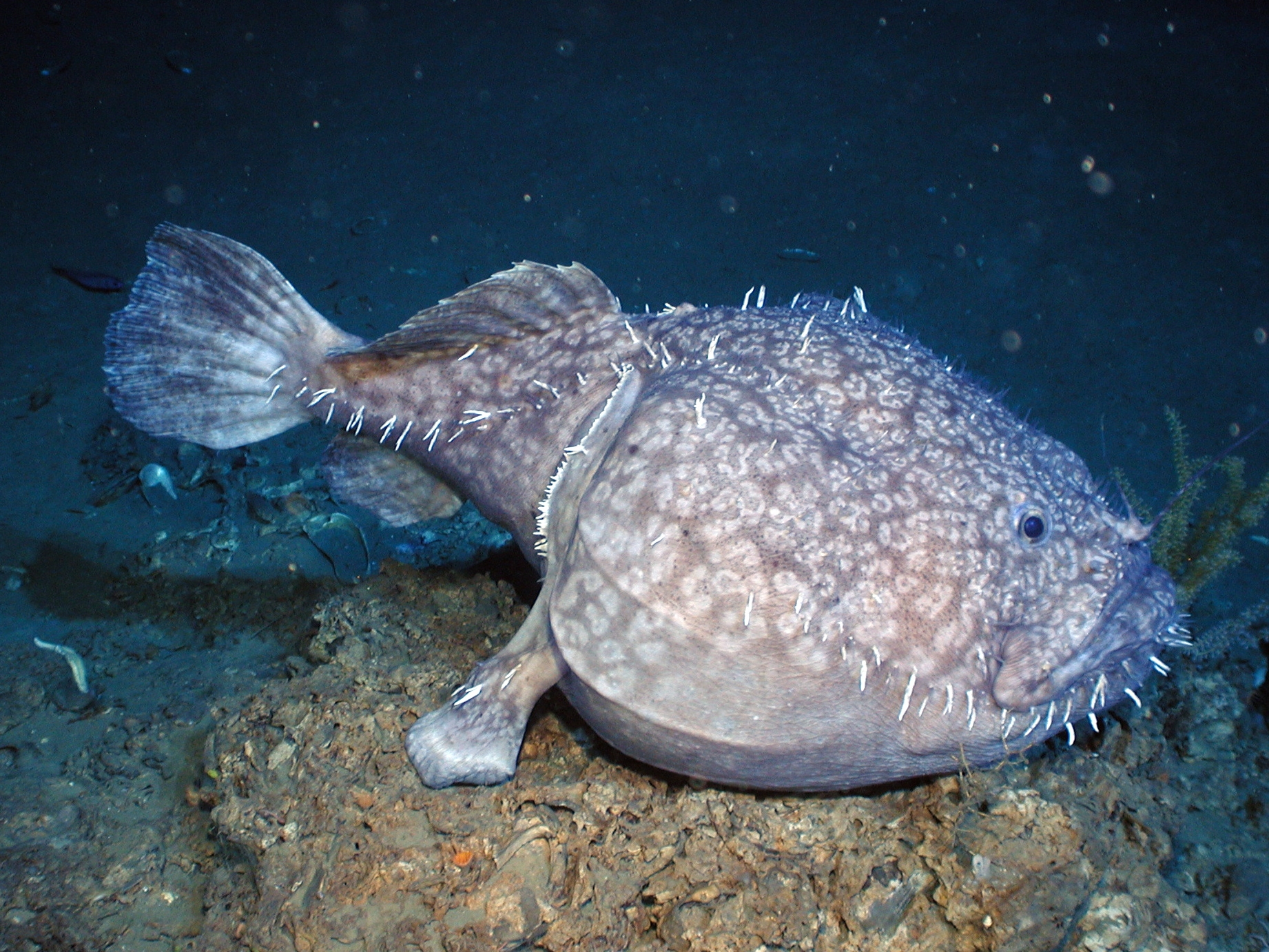
Sladenia shaefersi

  - Lophiodes gracilimanus (Alcock, 1899).
  - Lophiodes insidiator (Regan, 1921).
  - Lophiodes iwamotoi Ho, Séret & Shao, 2011.
  - Lophiodes kempi (Norman, 1935).
  - Lophiodes maculatus Ho, Séret & Shao, 2011.
  - Lophiodes miacanthus (Gilbert, 1905).
  - Lophiodes monodi (Le Danois, 1971).
  - Lophiodes mutilus (Alcock, 1894).
  - Lophiodes naresi (Günther, 1880).
  - Lophiodes reticulatus Caruso & Suttkus, 1979.
  - Lophiodes spilurus (Garman, 1899).
  - Lophiodes triradiatus (Lloyd, 1909) (Synonyme: Lophiodes infrabrunneus Smith & Radcliffe, 1912 und Lophiodes abdituspinus Ni, Wu & Li, 1990).[1]
- Lophiomus
  - Lophiomus setigerus (Vahl, 1797).
- Lophius
  - Amerikanischer Seeteufel (Lophius americanus) Valenciennes, 1837.
  - Schwarzer Seeteufel (Lophius budegassa) Spinola, 1807.
  - Lophius gastrophysus Miranda-Ribeiro, 1915.
  - Lophius litulon (Jordan, 1902).
  - Seeteufel (Lophius piscatorius) Linnaeus, 1758.
  - Lophius vaillanti Regan, 1903.
  - Lophius vomerinus Valenciennes, 1837.
- Sladenia
  - Sladenia gardineri Regan, 1908.
  - Sladenia remiger Smith & Radcliffe, 1912 .
  - Sladenia shaefersi Caruso & Bullis, 1976.
  - Sladenia zhui Ni, Wu & Li, 2012.